# Estación Teniente General Emilio Mitre
Teniente General Emilio Mitre es una estación ferroviaria ubicada en el paraje homónimo, Departamento Conhelo, Provincia de La Pampa, Argentina.

## Ubicación
Se encuentra en el km 647,2 km desde la Estación Once.

## Servicios
No presta servicios de pasajeros desde principios de la década de 1990. Sus vías están concesionadas a la empresa de cargas Ferroexpreso Pampeano, sin embargo sus vías se encuentran abandonadas y sin uso.